# Srbi u SAD-u
Srbi u SAD-u su građani Sjedinjenih Američkih Država srpskog podrijetla.

## Povijest
Prvi Srbin doseljen u Ameriku bio je Đorđe Šagić (George Fisher) 1814. godine.

## Stanovništvo
Prema popisu stanovništva u SAD-u iz 2013. godine, 189.671 osoba se izjasnilo Srbima, iako se pretpostavlja da je tako mali broj izjašnjenih zbog nejasnog definiranja nacionalne pripadnosti, odnosno izmjena u samom popisu (jer su se mnogi izjasnili kao „bijelci europskog podrijetla”). Na prethodnom popisu stanovništva nacionalna pripadnost se utvrđivala na osnovu maternjeg jezika, kada se oko 360.000 osoba izjasnilo da govori srpskim jezikom.
Procjena broja Srba u SAD-u (2005. – 2013.) prema U.S. Census Bureau (s tolerancijom greške od oko 5 %):
|                 | 2005.   | 2006.   | 2007.   | 2008.   | 2009.   | 2010.   | 2011.   | 2012.   | 2013.   |
| --------------- | ------- | ------- | ------- | ------- | ------- | ------- | ------- | ------- | ------- |
| broj stanovnika | 169.479 | 170.312 | 172.874 | 180.464 | 176.666 | 187.739 | 176.920 | 199.080 | 189.671 |

## Religija
Na teritorij SAD-a postoje tri eparhije Srpske pravoslavne crkve: Novogračaničko-srednjozapadnoamerička eparhija, Istočnoamerička eparhija i Zapadnoamerička eparhija. Pod njihovom jurizdikcijom se nalazi mnoštvo crkava i nekoliko samostana:
- Manastir Nova Gračanica, Third Lake, Illinois
- Manstir sv. Save, Libertyville, Illinois
- Manastir Presvete Bogorodice, Grayslake, Illinois
- Manastir Sretenja Gospodnjeg, Escondido, Kalifornija
- Manastir sv. Germana Alaskog, Platina, Kalifornija
- Manastir sv. apostola i evangelista Marka, Sheffield Lake, Ohio
- Manastir sv. Arhangela Gavrila, Richfield, Ohio
- Manastir sv. Pahomija, Greenfield, Missouri
- Manastir sv. Pajsija, Safford, Arizona
- Stavropigijalni manastir Rođenja Presvete Bogorodice, New Carlisle, Indiana
- Manastir Presvete Bogorodice, Springboro, Pennsylvania

## Poznate osobe

### Znanost
- Nikola Tesla, znanstvenik i izumitelj
- Mihajlo Pupin, znanstvenik i izumitelj
- Milojko Vucelić, inženjer
- Miodrag Radulovacki, znanstvenik i izumitelj
- Bogdan Maglich, nuklearni fizičar
- Marko Vukobrat Jarić, znanstvenik
- Tihomir Novakov, znanstvenik
- Milan Vukčević, kemičar i šahovski velemajstor
- Mihajlo D. Mesarović, matematičar i sistemski inženjer
- Slobodan Ćuk, inženjer

### Sport
- Vlade Divac, košarkaš
- Milorad Čavić, plivač
- Predrag Stojaković, košarkaš
- Gregg Popovich, košarkaški trener
- Pete Maravich, košarkaš
- Igor Kokoškov, košarkaški trener
- Predrag Radosavljević, nogometaš
- Doc Medich, igrač bejzbola
- Bill Radovich, igrač američkog nogometa
- Mick Vukota, hokejaš
- Johnny Miljus, igrač bejzbola
- Jeff Samardzija, igrač bejzbola
- Ed Melvin, košarkaš i košarkaški trener
- Brian Bogusevic, igrač bejzbola
- Jess Dobernic, igrač bejzbola
- Milan Lazetich, igrač američkog nogometa
- Bob Gain, igrač američkog nogometa
- Trifun Živanović, umjetnički klizač
- Mike Krsnich, igrač bejzbola
- Rocky Krsnich, igrač bejzbola
- Mike Mamula, igrač američkog nogometa
- George Glamack, košarkaš
- Walt Dropo, igrač bejzbola
- Zoran Zorkić, igrač golfa
- Filip Filipović, igrač američkog nogometa
- Press Maravich, košarkaški trener
- Norm Bulaich, igrač američkog nogometa
- George Glamack, košarkaš
- Tim Jankovich, košarkaški trener
- Jim Mandich, igrač američkog nogometa
- Pavle Jovanovic, vozač boba
- Mike Kekich, igrač bejzbola
- Sacha Kljestan, nogometaš

### Film i glazba
- Peter Bogdanovich, filmski redatelj i scenarist
- Milla Jovovich, glumica
- Steve Tesich, scenarist
- Catherine Oxenberg, glumica
- Karl Malden, glumac
- John Miljan, glumac
- Ivana Božilović, glumica i manekenka
- Ilija Panajotović, tenisač i filmski producent
- Lene Lovich, pjevačica
- Brad Dexter, glumac
- Slavko Vorkapić, redatelj
- Sasha Alexander, glumica
- Sanja Beštić, redatelj
- Ana Popović, pjevačica i gitaristica
- Natalia Nogulich, glumica
- Milena Govich, glumica
- Adrienne Janic, glumica
- Mike Dimkich, gitarist
- Anđela Subotić, pjevačica
- Miloš Milošević, glumac
- Ivan Ilić, pijanist
- Brandon Jovanovich, operni pjevač
- Alex Nesic, glumac

### Politika i gospodarstvo
- Milan Panić, gospodarstvenik i političar
- Rod Blagojevich, političar
- Milan Mandarić, poduzetnik
- George Voinovich, političar
- Phebe Novakovic, poduzetnica
- Rose Ann Vuich, političarka

### Književnost i umjetnost
- Charles Simić, pjesnik, esejist i prevodilac
- Natasha Radojčić-Kane, spisateljica
- Dejan Stojanović, pjesnik, publicist i novinar
- Nikola Moravčević, književni povjesničar, kritičar i književnik
- Vasa Mihich, umjetnik
- Anna Novakov, povjesničar umjetnosti
- Mirjana Radovanov Matarić, dječja pjesnikinja[5]
- Ivana Dostanić, dječja pjesnikinja[5]

### Ostalo
- George Fisher, vođa Teksaške revolucije
- George Musulin, obavještajac
- Dimitrije Đorđević, povjesničar
- Petar Romčević, automobilist
- Traian Stoianovich, povjesničar
- Hristofor Kovačević, mitropolit SPC
- Bill Vukovich, automobilist
- Bogdan Denić, sociolog
- Branko Milanović, ekonomist
- Varnava Nastić, episkop SPC
- Branko Mikašinović, slavist
- Walt Bogdanich, istraživački novinar